# Tomáš Hlach
Tomáš Hlach (1995) è un giocatore di football americano ceco, che gioca come wide receiver per i Vysočina Gladiators.

## Palmarès
- 4 Czech Bowl (Prague Black Panthers 2016, 2018; Vysočina Gladiators 2021, 2023)
- 1 Bronze Bowl (Prague Black Panthers 2 2018)
- 1 Iron Bowl (Budweis Hellboys 2019)